# Pesti Központi Kerületi Bíróság
A Pesti Központi Kerületi Bíróság (PKKB), korábbi nevén Budapesti Központi Királyi Járásbíróság egy budapesti bírósági intézmény.

## Épülete
A Pesti Központi Kerületi Bíróság épülete a több más bírósági intézménynek is otthont adó V. kerületi Markó utcában helyezkedik el, annak 25. száma alatt. 1912 szeptembere és 1913 augusztus 1 között épült fel neoromán stílusban Jablonszky Ferenc tervei szerint. 87 tárgyalóterem, több mint 108 bírói dolgozószoba, 10 nyilvános telefonfülke, egy 188 m²-es ügyvédi várószoba, bronzveretes lábú tölgyfa bútorok, vörösfenyő ajtók, hatalmas könyvszekrények, igényes burkolatok mutatták az aprólékos kivitelezést. 1916-tól páternoszter is működik benne.
Az épület mind 1945, mind 1956-ban jelentős mértékben megsérült, és csak a 2000-es évek elején újították fel.